# Símplex

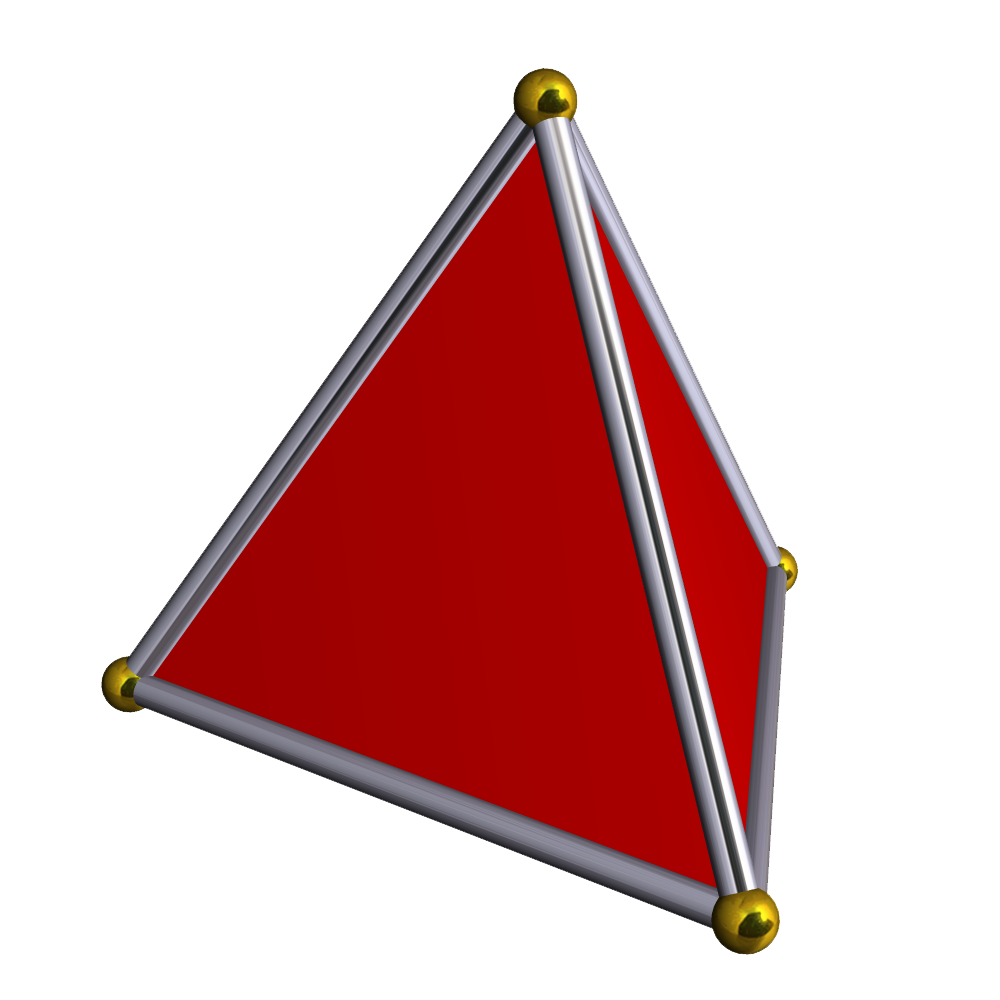
Un 3-símplice o tetraedro que puede pensarse como una región del espacio que consiste en la parte acotada por (y que también incluye) los cuatro puntos, los seis segmentos de línea y las cuatro caras triangulares

En geometría, un símplex o n-símplex (o símplice) es el análogo en n dimensiones de un triángulo. Más exactamente, un símplex es la envoltura convexa de un conjunto de (n + 1) puntos independientes afines en un espacio euclídeo de dimensión n o mayor, es decir, el conjunto de puntos tal que ningún m-plano contiene más que (m + 1) de ellos. Se dice de estos puntos que están en posición general.
Por ejemplo, un 0-símplex es un punto; un 1-símplex un segmento de una línea; un 2-símplex un triángulo; un 3-símplex es un tetraedro; y un 4-símplex es un pentácoron (en cada caso, con su interior).
Un símplex regular es también un politopo regular. Un n-símplex regular puede construirse a partir de un (n-1)-símplex regular conectando un nuevo vértice a todos los vértices originales por la longitud común del lado.
La envoltura convexa de cualesquiera m de los n puntos también es un símplex, llamado una m-cara. Las 0-caras se llaman vértices; las 1-caras, lados; las (n-1)-caras se llaman facetas; y la única n-cara es el n-símplex en sí. Por lo tanto, el número de m-caras de un n-símplex puede hallarse en la columna (m + 1) de la fila (n + 1) del Triángulo de Pascal.
Una manera de hallar el volumen de un símplex es mediante los determinantes de Cayley-Menger.

## Símplex estándar

El 2-simplejo estándar en es un triángulo en el espacio

El  n-símplex estándar es el subconjunto de Rn+1 dado por:

{\displaystyle \Delta ^{n}=\{(t_{0},\cdots ,t_{n})\in \mathbb {R} ^{n+1}\mid \Sigma _{i}{t_{i}}=1{\mbox{ y }}t_{i}\geq 0{\mbox{ para todo }}i\}}

Quitando la restricción ti ≥ 0 en la condición anterior da una n-dimensional subespacio afín de Rn+1 conteniendo el n-símplex estándar. Las coordenadas ti se llaman coordenadas baricéntricas. Los vértices del n-símplex estándar son los puntos:
e0 = (1, 0, 0, …, 0),
e1 = (0, 1, 0, …, 0),
{\displaystyle \vdots }
en = (0, 0, 0, …, 1).
Ese es un mapa canónico desde el n-símplex estándar para un n-símplex arbitrario con vértices (v0, …, vn) dado para
{\displaystyle (t_{0},\cdots ,t_{n})\mapsto \Sigma _{i}t_{i}v_{i}}
Los coeficientes ti se llaman coordenadas baricéntricas de un punto en el n-símplex. Este símplex general a menudo se llama  n-símplex afín, para enfatizar el mapa canónico es una transformación afín. A veces también se llama n-símplex afín orientado  para enfatizar que el mapa canónico puede ser de orientación preservada o revertido.

## n-Volumen de un símplex
Si se tiene un n-símplex con vértices n+1 vértices {\displaystyle \scriptstyle \{(x_{1}^{(i)},\dots ,x_{n}^{(i)}),1\leq i\leq n+1\}} el n-volumen se calcula mediante la fórmula de Lagrange:

{\displaystyle V={\frac {1}{n!}}{\begin{vmatrix}x_{1}^{(1)}&x_{2}^{(1)}&\dots &x_{n}^{(1)}&1\\x_{1}^{(2)}&x_{2}^{(2)}&\dots &x_{n}^{(2)}&1\\\dots &\dots &\dots &\dots &\dots \\x_{1}^{(n+1)}&x_{2}^{(n+1)}&\dots &x_{n}^{(n+1)}&1\end{vmatrix}}}